# إيريكو (لاعب كرة قدم)
إيريكو هو لاعب كرة قدم برازيلي في مركز الدفاع، ولد في 20 يوليو 1989 في جوازيرو في البرازيل. لعب مع جامعة كلوج وسي إس باندوري تارغو جيو ونادي أسترا جورجو ونادي بوتافوغو اس بي ونادي ريو برانكو ونادي سابيل ويو تي أي أراد.

## وصلات خارجية
- إيريكو (لاعب كرة قدم) على موقع قاعدة بيانات كرة القدم.إي يو (الإنجليزية)
- إيريكو (لاعب كرة قدم) على موقع Soccerway.com (الإنجليزية)
- إيريكو (لاعب كرة قدم) على موقع AS.com (الإسبانية)